# دجير (فرع العدين)

تعديل مصدري - تعديل

قرية دجيرهي احدي القرى  التابعة لعزلة بني احمد والثلث بمديرية فرع العدين إحدى مديريات محافظة إب في الجمهورية اليمنية، بلغ تعداد سكانها 215 حسب تعداد اليمن لعام 2004.